# ولتشتین
ولتشتین (به چکی: Vlčtejn) یک منطقهٔ مسکونی در جمهوری چک است که در شهرستان پلزن-جنوبی واقع شده‌است. ولتشتین ۴٫۰۱ کیلومتر مربع مساحت و ۱۰۵ نفر جمعیت دارد و ۵۲۰ متر بالاتر از سطح دریا واقع شده‌است.